# Les Trois Magnifiques
Pour plus de détails, voir Fiche technique et Distribution.
Les Trois Magnifiques (I magnifici tre) est un film italien de Giorgio Simonelli sorti en 1961.
Le film est une parodie du film américain Les Sept Mercenaires.

## Synopsis
Pour défendre la population de la République du Nonduras (parodie de Honduras) des abus du dictateur Bonarios qui fait enlever les jeunes mariées pour le droit de cuissage, les trois filles du défunt shérif recrutent de courageux pistoleros : Pablo, Domingo, et José, les trois hommes les plus « fêlés » du pays que tout le monde estime très habiles au maniement du pistolet.

## Fiche technique
- Titre français : Les Trois Magnifiques ou Les Trois Glorieux[2]
- Titre original : I magnifici tre
- Réalisation : Giorgio Simonelli
- Scénario : Bruno Corbucci, Giovanni Grimaldi, Mario Guerra, Giulio Scarnicci, Renzo Tarabusi
- Production : Emo Bistolfi
- Image : Franco Villa
- Montage : Dolores Tamburini
- Musique : Gianni Ferrio
- Décors : Franco Loquenzi
- Société de production : Cineproduzione Emo Bistolfi
- Pays de production :  Italie
- Langue originale : italien
- Genre : comédie, western spaghetti
- Durée : 105 minutes
- Dates de sortie :
  - Italie : 1961
  - France : 4 décembre 1964[2]

## Distribution
- Ugo Tognazzi : Domingo
- Walter Chiari : Pablo
- Raimondo Vianello : José
- Dominique Boschero : Alba
- Anna Ranalli : Dolores
- Margareth Rose Keil : Juanita
- Aroldo Tieri : le dictateur Bonarios
- Luigi Visconti (crédité Fanfulla) : Pedro
- Tom Felleghy : lieutenant Gonzales
- Romano Milani : Kid Gorilla
- Tullio Altamura (en) : Alonzo

## Critique
Du gros comique avec quelques scènes surprenantes et des actrices purement décoratives